# Memories of Murder

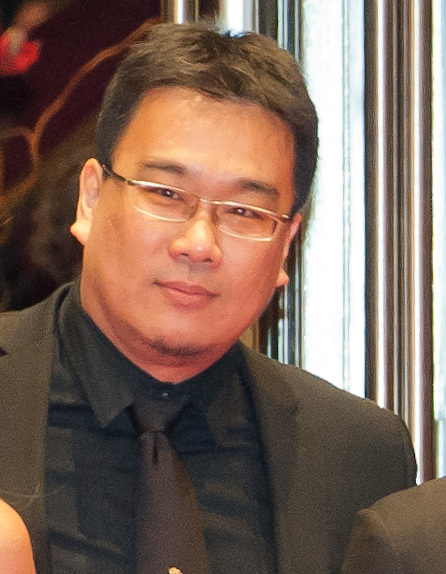
Filmens regissör Bong Joon-ho (2015).

Memories of Murder (hangul: 살인의 추억, RR: Salinui chueok) är en sydkoreansk kriminalfilm från 2003 regisserad av Bong Joon-ho och med Song Kang-ho och Kim Sang-kyung i huvudrollerna. Filmen släpptes på DVD i Sverige 13 oktober 2004 under den engelska titeln Memories of Murder.
Filmen är baserad på en rad verkliga mord som ägde rum i Hwaseong i den sydkoreanska provinsen Gyeonggi åren 1986–1991. Filmmanuskriptet av Bong Joon-ho och Shim Sung-bo är baserat på en teaterpjäs från 1996 av Kim Kwang-lim som avhandlade samma mord.

## Handling
En ung kvinna hittas våldtagen och mördad i ett dike nära ett fält. Snart därefter hittas ytterligare en mördad kvinna, under liknande tillvägagångssätt. Den lokale polismannen Park Doo-man, som inte har någon tidigare erfarenhet av liknande fall, blir snart överväldigad av fallen. Brottsplatserna spärras inte av och undersöks på ett adekvat sätt, bevismaterial tas inte om hand ordentligt och polisens utrednings- och förhörsmetoder lämnar mycket övrigt att önska, och därutöver saknas dessutom till en början möjligheten att ta hjälp av rättsmedicinsk teknik.
Seo Tae-yoon, en polisman från Seoul, anländer till trakten för att hjälpa till med fallet och för att assistera Park Doo-man, och trots att de båda polismännens arbetsmetoder till en början går stick i stäv med varandra så blir de tvungna att samarbeta för att komma närmare en lösning på morden. När fler mord begås kommer poliserna till slutsatsen att mördaren väntar på regniga nätter och endast mördar kvinnor klädda i rött.

## Rollista (i urval)
| Song Kang-ho   | – polis Park Doo-man                                                                    |
| Kim Sang-kyung | – polis Seo Tae-yoon                                                                    |
| Kim Roi-ha     | – polis Cho Yong-koo                                                                    |
| Song Jae-ho    | – polisinspektör Shin Dong-chul                                                         |
| Byun Hee-bong  | – polisinspektör Koo Hee-bong                                                           |
| Go Seo-hee     | – polis Kwon Kwi-ok                                                                     |
| Park Hae-il    | – Park Hyeon-gyu, brottsmisstänkt (och intellektuellt funktionshindrad) fabriksarbetare |
| Park No-shik   | – Baek Kwang-ho, brottsmisstänkt man                                                    |